# Јошијуки Мацујама
Јошијуки Мацујама (јап. 松山 吉之; 31. јул 1966) бивши је јапански фудбалер.

## Каријера
Током каријере је играо за Фурукаву, Мацушиту и Кјото Сангу.

## Репрезентација
За репрезентацију Јапана дебитовао је 1987. године. За тај тим је одиграо 10 утакмица и постигао 4 гола.

## Статистика
| Јапан  | Јапан   | Јапан  |
| Година | Наступи | Голови |
| ------ | ------- | ------ |
| 1987.  | 9       | 4      |
| 1988.  | 0       | 0      |
| 1989.  | 1       | 0      |
| Укупно | 10      | 4      |